# P.W. Janssen Ziekenhuis

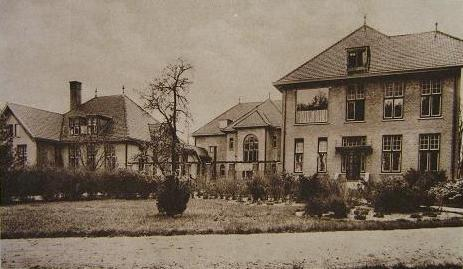
Noordgevel van het P.W. Janssen Ziekenhuis, ca. 1920

Het P.W. Janssen Ziekenhuis was van 1915 tot 1993 gevestigd aan de Ehzerallee in Almen in de Nederlandse provincie Gelderland. De gelijknamige stichting betrok vervolgens een nieuw verpleeghuis in Deventer, in de provincie Overijssel.

## Homeopathie
Het particuliere modelziekenhuis voor homeopathische behandelingen werd gesticht door Clara Janssen, dochter van de in 1903 overleden rijke tabakshandelaar en filantroop P.W. Janssen naar wie het ziekenhuis werd genoemd. Mevrouw Janssen was gehuwd met de Almense huisarts Pieter van der Harst die zich specialiseerde in de homeopathie. De Delftse bouwkundige G.N. Itz (1869-1925) maakte een bouwplan dat leidde tot de bouw van een met luxueuze materialen uitgevoerd ziekenhuis met 25 bedden voor zieken van allerlei aard. Dit was het aantal patiënten dat volgens Van der Harst door een geneesheer zonder assistentie te behandelen viel. Om het huis bevond zich voor de patiënten een zeven hectare groot wandelpark met speciaal stofvrij aangelegde paden.

## Sanatorium
Met de toestroom van patiënten wilde het echter niet erg vlotten en in 1918 werden de steeds maar oplopende tekorten zelfs de zeer bemiddelde eigenaresse te bar. Het echtpaar bood daarom het ziekenhuis om niet aan aan de gemeente Amsterdam en trok zich geheel terug. Ze stelden slechts een voorwaarde; de instelling diende zolang ze bestond P.W. Janssen Ziekenhuis te blijven heten. Amsterdam maakte er een sanatorium van voor lijders aan been- en gewrichtstuberculose. De exploitatietekorten bleven echter bestaan. Daardoor kwam de instelling in 1921 in handen van de gemeente Deventer die haar ging gebruiken voor het laten kuren van vaak in ongezonde omstandigheden wonende onbemiddelde bewoners met longtuberculose van deze fabrieksstad.

## Verpleeghuis
De gemiddelde bezetting was in 1922 ruim 50 patiënten. De sanatorium-capaciteit werd in de jaren daarna verder uitgebreid vanwege de behoefte aan kuurplaatsen en om een gunstige exploitatie mogelijk te maken. Uitbreidingen vonden voor een groot deel plaats in de vorm van houten barakken. Ten slotte beschikte men in 1952 over 180 bedden. In de jaren daarna nam het aantal tuberculosepatiënten sterk af en werden er steeds meer andere langdurig zieken verpleegd. In 1967 sloot men de laatste afdeling voor tbc-lijders. Vervolgens ontwikkelde men plannen voor de bouw van een modern verpleeghuis. Er werd in 1993 een verpleeg- en revalidatiecentrum met 230 bedden gerealiseerd in de wijk Colmschate in Deventer.
Na de verhuizing werden de oude ziekenhuisgebouwen in Almen in gebruik genomen als asielzoekerscentrum. Later, na een grondige renovatie, opende in 1998 het driesterrenhotel Landgoed Ehzerwold er zijn poorten.